# DNA polimerase DNA-dependente

Várias enzimas estão envolvidas no mecanismo de síntese de DNA, entre elas, DNA polimerases DNA dependentes.

DNA polimerase DNA dependente (DpDd) é uma enzima que catalisa a reação de síntese de DNA utilizando como molde outra molécula de DNA. Durante sua ação enzimática, uma DpDd polimeriza dNTPs (deoxiribonucleotídeos trifosfato) na direção 5' → 3', em associação a um DNA molde, liberando ânions de pirofosfato (P2O74−) como subproduto.